# ستيفن ماكفي
ستيفن ماكفي (بالإنجليزية: Stephen McPhee)‏ (5 يونيو 1981 بغلاسكو في المملكة المتحدة - ) هو لاعب كرة قدم اسكتلندي في مركز الهجوم. شارك مع منتخب اسكتلندا تحت 21 سنة لكرة القدم. أما مع النوادي، فقد لعب مع بورت فايل وكوفنتري سيتي ونادي بلاكبول ونادي بيرا مار ونادي سانت ميرين وهال سيتي.

## وصلات خارجية
- ستيفن ماكفي على موقع قاعدة بيانات كرة القدم.إي يو (الإنجليزية)
- ستيفن ماكفي على موقع Soccerbase.com (لاعب) (الإنجليزية)